# Ascension Health
Ascension Health est une association à but non lucratif catholique gérant des hôpitaux dont le siège est situé à Saint-Louis dans le Missouri. 